# Micha Powell
Micha Powell, née le 12 janvier 1995 à Montréal, est une athlète canadienne spécialiste du 400 mètres.

## Biographie
Elle est la fille de la sprinteuse Rosey Edeh et de Mike Powell, détenteur du record du monde du saut en longueur
En 2022, elle se classe 4e du relais 4 × 400 m des championnats du monde après avoir participé aux séries. Elle remporte quelques jours plus tard la médaille d'or du 4 × 400 m lors des Jeux du Commonwealth 2022, à Birmingham en compagnie de Natassha McDonald, Aiyanna Stiverne et Kyra Constantine. 

## Palmarès
| Date | Compétition                                                          | Lieu       | Résultat | Épreuve   | Temps                    |
| ---- | -------------------------------------------------------------------- | ---------- | -------- | --------- | ------------------------ |
| 2018 | Championnats d'Amérique du Nord, d'Amérique centrale et des Caraïbes | Toronto    | 3e       | 4 × 400 m | 3 min 28 s 04            |
| 2022 | Championnats du monde                                                | Eugene     | 4e       | 4 × 400 m | Participation aux séries |
| 2022 | Jeux du Commonwealth                                                 | Birmingham | 1re      | 4 × 400 m | 3 min 25 s 84            |

## Records
| Épreuve | Temps   | Lieu         | Date          |
| ------- | ------- | ------------ | ------------- |
| 200 m   | 23 s 37 | Toronto      | 1er août 2021 |
| 400 m   | 51 s 97 | Jacksonville | 27 mai 2016   |